# Spillern
Spillern osztrák mezőváros Alsó-Ausztria Korneuburgi járásában. 2021 januárjában 2455 lakosa volt. 

## Elhelyezkedése

Spillern a Korneuburgi járásban

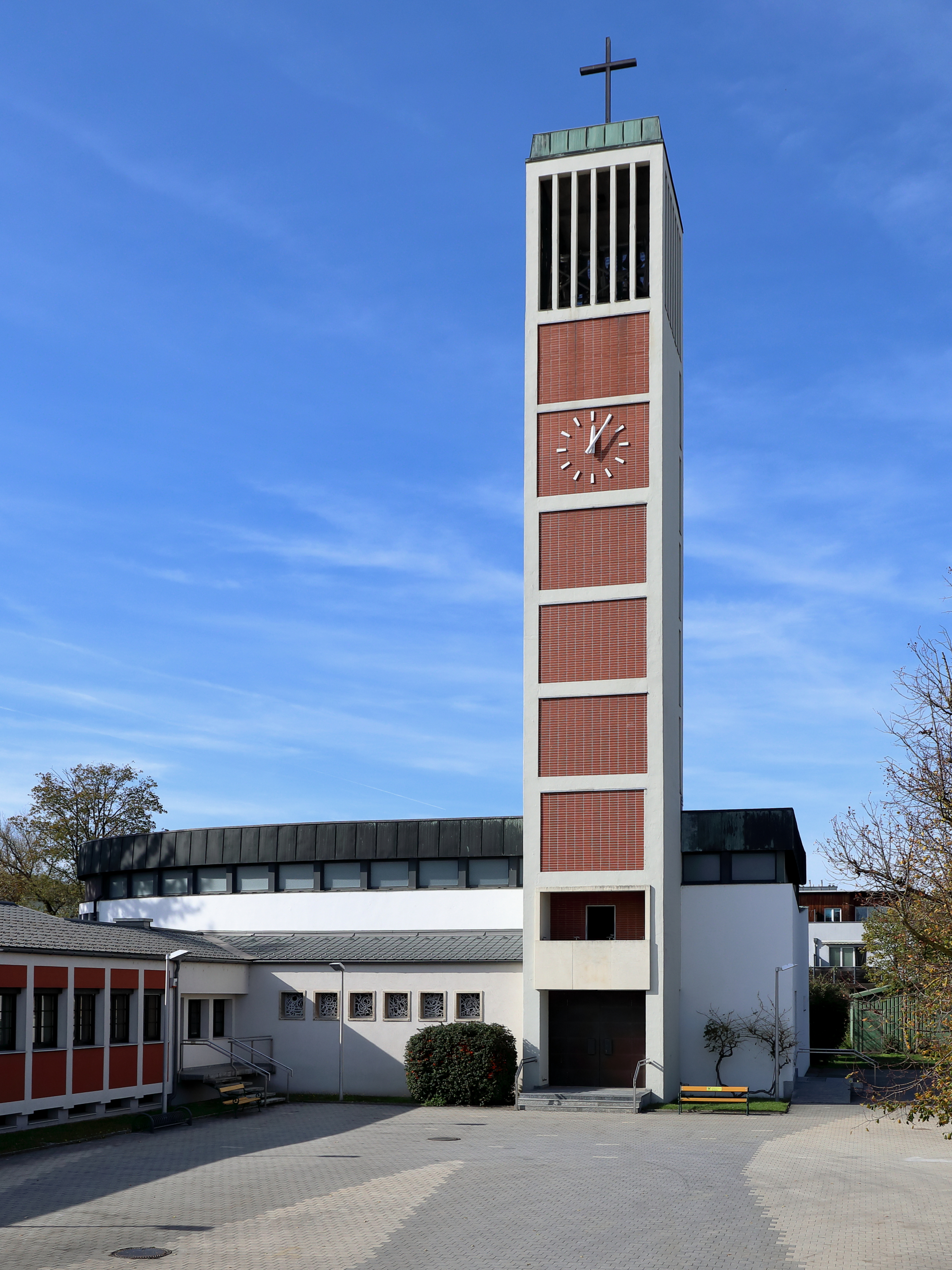
A Szentlélek-templom

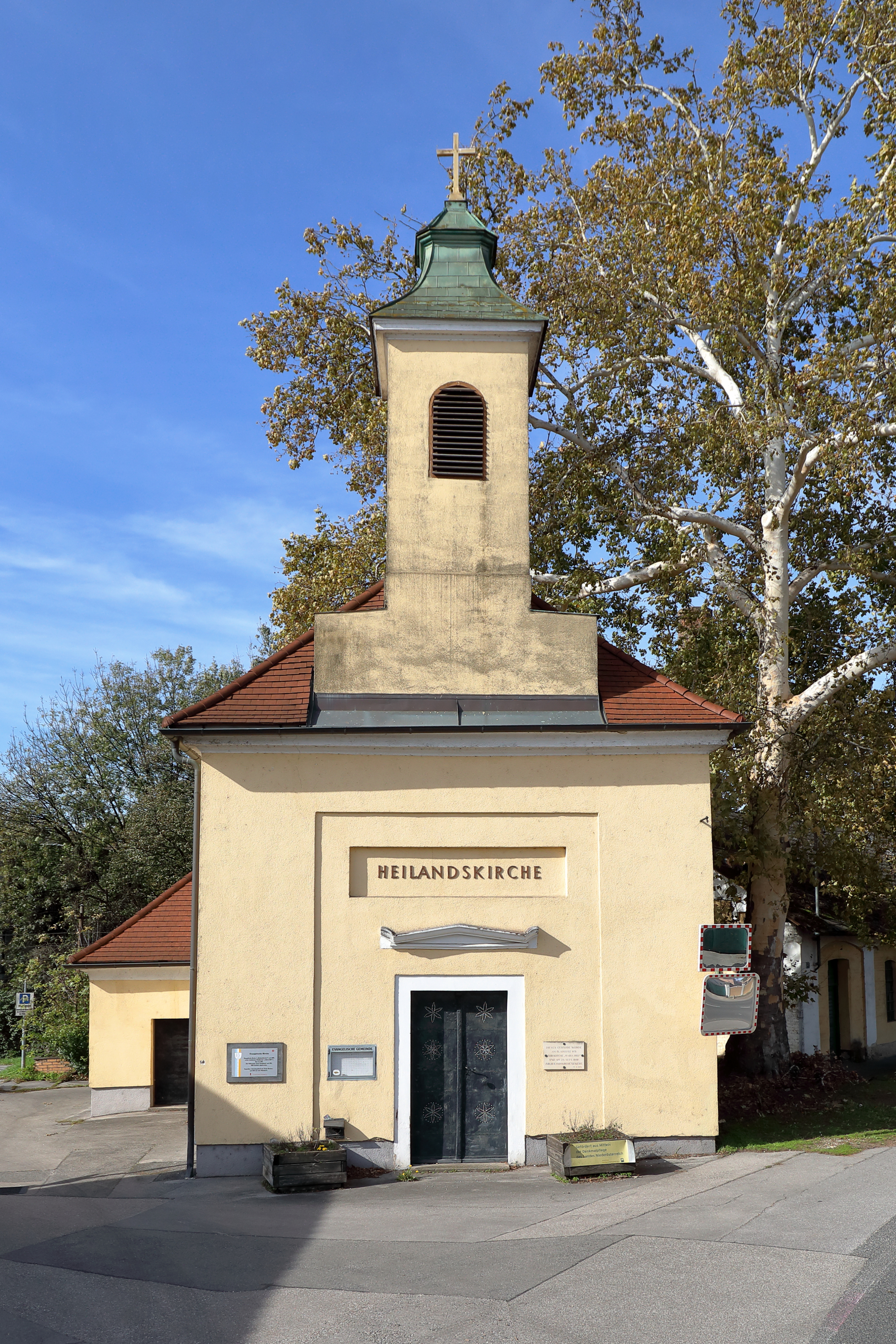

Spillern a tartomány Weinviertel régiójában fekszik, a Duna bal partján, Bécstől 22 km-re északnyugatra. Területének 48,3%-a erdő, 31% áll mezőgazdasági művelés alatt. Az önkormányzathoz egyetlen település, illetve katasztrális község tartozik. 
A környező önkormányzatok: nyugatra Stockerau, északra Leitzersdorf, keletre Leobendorf, délkeletre Klosterneuburg, délre Sankt Andrä-Wördern.

## Története
Spillernt 1230-ban említik először (mint Spilarnt). 1363-ban a Hardegg grófok szerezték meg. 1482-ben, Korneuburg ostromakor Mátyás magyar király seregének egy részét a faluba kvártélyozták be. 1683-ban, Bécs második török ostromakor a császári csapatok szálláshelyéül szolgált. 1755-ben Rudolf Colloredo gróf vásárolta meg a birtokot. Az 1848-as forradalom után felszámolták a feudális birtokrendszert. Spillern és Grafendorf együttesen hozott létre községi önkormányzatot, amely 1883-ban felbomlott (Grafendorf később Stockerauhoz csatlakozott). 
Spillernt 2003-ban emelték mezővárosi rangra. 

## Lakosság
A spillerni önkormányzat területén 2021 januárjában 2455 fő élt. A lakosságszám 1934 óta gyarapodó tendenciát mutat, 1961 óta pedig közel háromszorosára nőtt. 2019-ben az ittlakók 90,7%-a volt osztrák állampolgár; a külföldiek közül 1,3% a régi (2004 előtti), 2,5% az új EU-tagállamokból érkezett. 4,5% az egykori Jugoszlávia (Szlovénia és Horvátország nélkül) vagy Törökország, 1,1% egyéb országok polgára volt. 2001-ben a lakosok 75,7%-a római katolikusnak, 5,2% evangélikusnak, 2,7% mohamedánnak, 13,4% pedig felekezeten kívülinek vallotta magát. Ugyanekkor 4 magyar élt a mezővárosban; a legnagyobb nemzetiségi csoportokat a németek (92,8%) mellett a csehek, a horvátok és a szerbek alkották 0,8-0,8%-kal.  
A népesség változása:

| 2016 | 2 161 |
| 2018 | 2 222 |

## Látnivalók
- a Szentlélek-plébániatemplom
- az evangélikus templom

## Testvértelepülések
- Kanice (Csehország)

## Fordítás
- Ez a szócikk részben vagy egészben  a   Spillern című német Wikipédia-szócikk ezen változatának fordításán alapul.  Az eredeti cikk szerkesztőit annak laptörténete sorolja fel. Ez a jelzés csupán a megfogalmazás eredetét és a szerzői jogokat jelzi, nem szolgál a cikkben szereplő információk forrásmegjelöléseként.